# Rafael Silva (Judoka)

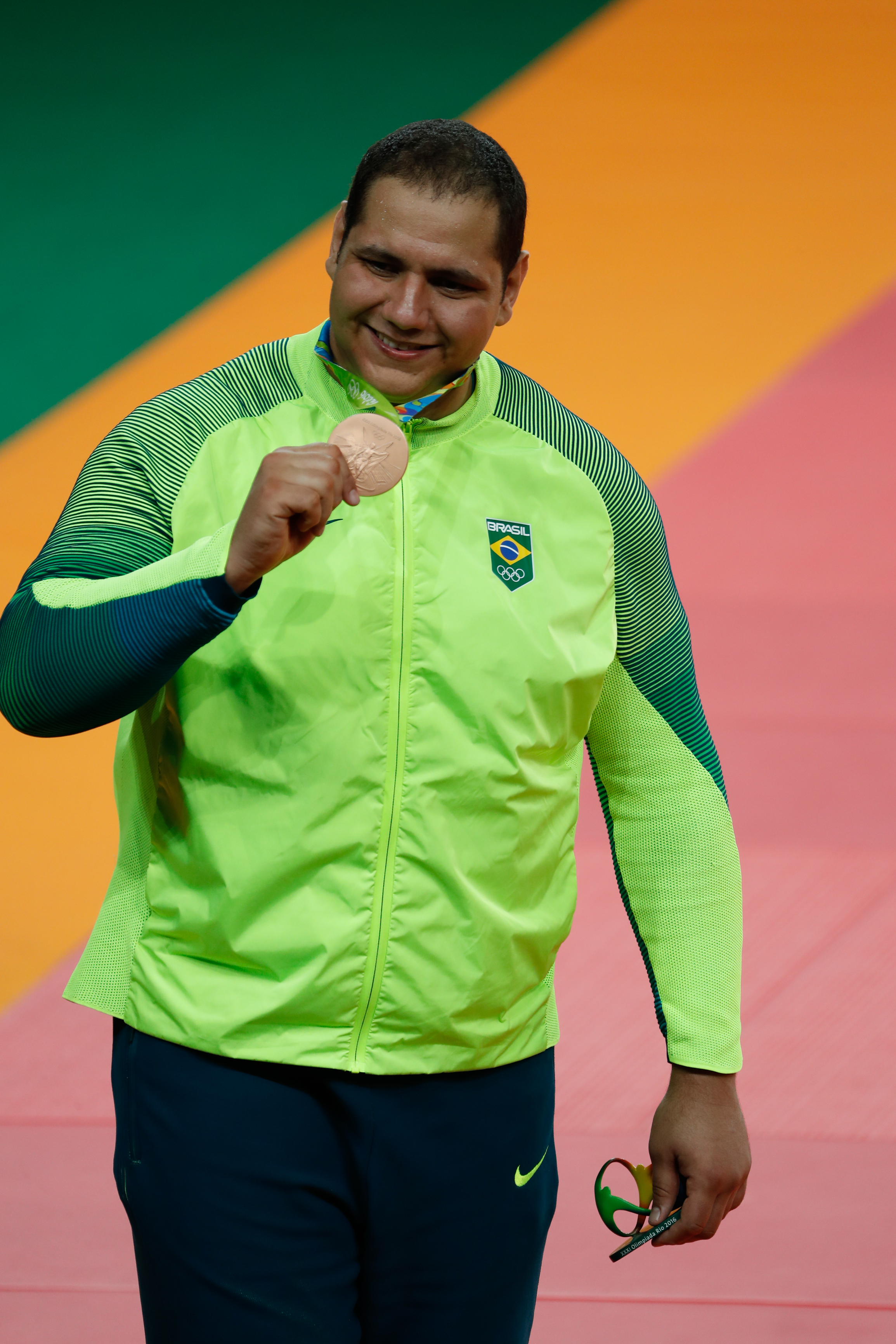
Rafael Silva mit seiner Medaille bei den Olympischen Spielen 2016

Rafael Carlos da Silva (* 11. Mai 1987 in Aquidauana) ist ein brasilianischer Judoka. Er war Olympiadritter im Schwergewicht 2012 und 2016.

## Sportliche Karriere
Der 2,03 m große Rafael Silva war 2008 Südamerikameister im Schwergewicht. 2008 und 2009 siegte er bei den brasilianischen Landesmeisterschaften. 2009 gewann er bei den Südamerikameisterschaften sowohl das Schwergewicht und die offene Klasse. 2010 wiederholte er den Doppelsieg bei den Südamerikaspielen in Medellin. Im Juni 2010 gewann er in Madrid sein erstes Weltcup-Turnier. Bei den Weltmeisterschaften in Tokio verlor er gegen die Franzosen Teddy Riner und Matthieu Bataille und belegte den fünften Platz im Schwergewicht. In der offenen Klasse verlor er seinen Auftaktkampf gegen den Esten Martin Padar. 2011 verlor Silva im Finale der Panamerikanischen Meisterschaften gegen den Kubaner Óscar Brayson, ein halbes Jahr später gewann Brayson auch im Finale der Panamerikanischen Spiele gegen Silva. 2012 siegte Silva gegen Brayson bei den Panamerikanischen Meisterschaften. Bei den Olympischen Spielen 2012 in London unterlag Silva im Viertelfinale dem Russen Alexander Michailin, mit Siegen in der Hoffnungsrunde über den Ungarn Barna Bor und den Südkoreaner Kim Sung-min sicherte sich Rafael Silva die Bronzemedaille.
2013 siegte Silva bei den Panamerikanischen Meisterschaften. Bei den Judo-Weltmeisterschaften 2013 in Rio de Janeiro erreichte er durch einen Sieg über den Deutschen Andreas Tölzer das Finale, dort verlor er gegen Teddy Riner. 2014 gewann Silva zum dritten Mal in Folge bei den Panamerikanischen Meisterschaften. Bei den Judo-Weltmeisterschaften 2014 in Tscheljabinsk verlor er im Halbfinale gegen Riner, sicherte sich aber durch einen Sieg über den Niederländer Roy Meyer die Bronzemedaille. 2015 unterlag Silva im Finale der Panamerikanischen Meisterschaften seinem Landsmann David Moura und machte danach eine längere Wettkampfpause. 2016 war Silva wieder da und siegte im Finale der Panamerikanischen Meisterschaften gegen Moura. Bei den Olympischen Spielen in Rio de Janeiro unterlag Silva im Viertelfinale dem Franzosen Riner. Mit Siegen über Roy Meyer und den Usbeken Abdullo Tangriyev erkämpfte sich Silva vor heimischem Publikum die Bronzemedaille.
Bei den Judo-Weltmeisterschaften 2017 in Budapest verlor Silva im Viertelfinale gegen Teddy Riner, in der Hoffnungsrunde besiegte er Daniel Allerstorfer aus Österreich und im Kampf um Bronze den Ungarn Barna Bor. 2019 gewann Silva die Panamerikanischen Meisterschaften mit einem Finalsieg über Daniel Moura. Bei den Weltmeisterschaften in Tokio belegte er den fünften Platz, nachdem er im Viertelfinale gegen den Japaner Hisayoshi Harasawa verloren hatte. Nach der Zwangspause wegen der COVID-19-Pandemie erkämpfte Silva bei den Panamerikanischen Meisterschaften 2020 die Silbermedaille hinter dem Kubaner Andy Granda. 2021 gewann er den Titel vor David Moura. Bei den Weltmeisterschaften 2021 in Budapest unterlag Silva im Halbfinale dem Japaner Kokoro Kageura und im Kampf um Bronze dem Niederländer Roy Meyer. Bei den Olympischen Spielen in Tokio bezwang Silva im Achtelfinale Uşangi Kokauri aus Aserbaidschan. Im Viertelfinale verlor er gegen den Georgier Guram Tuschischwili und belegte nach einer Niederlage gegen Teddy Riner den siebten Platz.
Im Mai 2023 gewann Silva eine Bronzemedaille bei den Weltmeisterschaften in Doha, im Kampf um Bronze bezwang er den Tadschiken Temur Rahimow. Bei den Panamerikanischen Meisterschaften verlor Silva im Finale gegen Andy Granda. Bei den Panamerikanischen Spielen 2023 in Santiago unterlag er im Viertelfinale gegen Granda, kämpfte sich aber zur Bronzemedaille durch. Im Mannschaftswettbewerb siegten die Kubaner im Finale über die brasilianische Mannschaft. 2024 unterlag Silva erneut gegen Granda im Finale der Panamerikanischen Meisterschaften. Bei den Olympischen Spielen in Paris schied Silva in seinem Auftaktkampf gegen Uşangi Kokauri aus. Mit dem brasilianischen Mixed-Team gewann Silva die Bronzemedaille, wobei Silva nur einen Kampf in der Hoffnungsrunde gegen Serbien bestritt und gewann. In den anderen Begegnungen trat der Halbschwergewichtler Leonardo Gonçalves an.